# 魔族雅谷
魔族雅谷（日语：モズアスコット），是美國出生的日本純種競賽馬匹。生涯前期活躍於草地賽事，後轉戰泥地賽事，曾獲得一級賽安田紀念及二月錦標之冠軍。

## 出賽前
2014年3月31日出生於美國肯塔基州Summer Wind牧場，並一直於此地成長。
2015年在拍賣會上，被賽馬團體Capital System代表北側雅司以27萬5000美金購買並引入日本，馬主則以公司名義登記。
其後交由栗東訓練中心練馬師矢作芳人訓練，訓練途中發現有體質較弱的問題，因而推遲出賽時間。

## 競賽生涯

### 3歲
2017年6月10日，成長過後的魔族雅谷終於出戰阪神競馬場的3歲未勝利戰，由武豐策騎，但僅獲第四。
6月24日再次以第四於3歲未勝利戰落敗。由於連續於兩場中距離比賽落敗，陣營考慮是否距離適性問題，因而決定其後的比賽會減程至一哩及短途賽事。
7月16日出戰中京競馬場的3歲未勝利戰。本次比賽其先於初段留後，於最後彎道前經已加速衝前，最終於直路上再次加速超越對手，獲得了首場勝利。
短暫放草過後，先後勝出9月24日的3歲以上500萬獎金以下、11月11的條件戰三鷹特別及11月26日的條件戰渡月橋特別。
12月出戰阪神盃，雖然首次挑戰分級賽，但仍然獲得第一人氣。卻於最後直路未能追上前方的明媚島及舞蹈總監，後又被白日彗星超越，獲得第四。

### 4歲
2018年2月25日出戰阪急盃。比賽開始後繼續選擇處於中團，並於最後直路發力，但並未能追上前方領放的天麗光輝，以頸爲差距落敗。

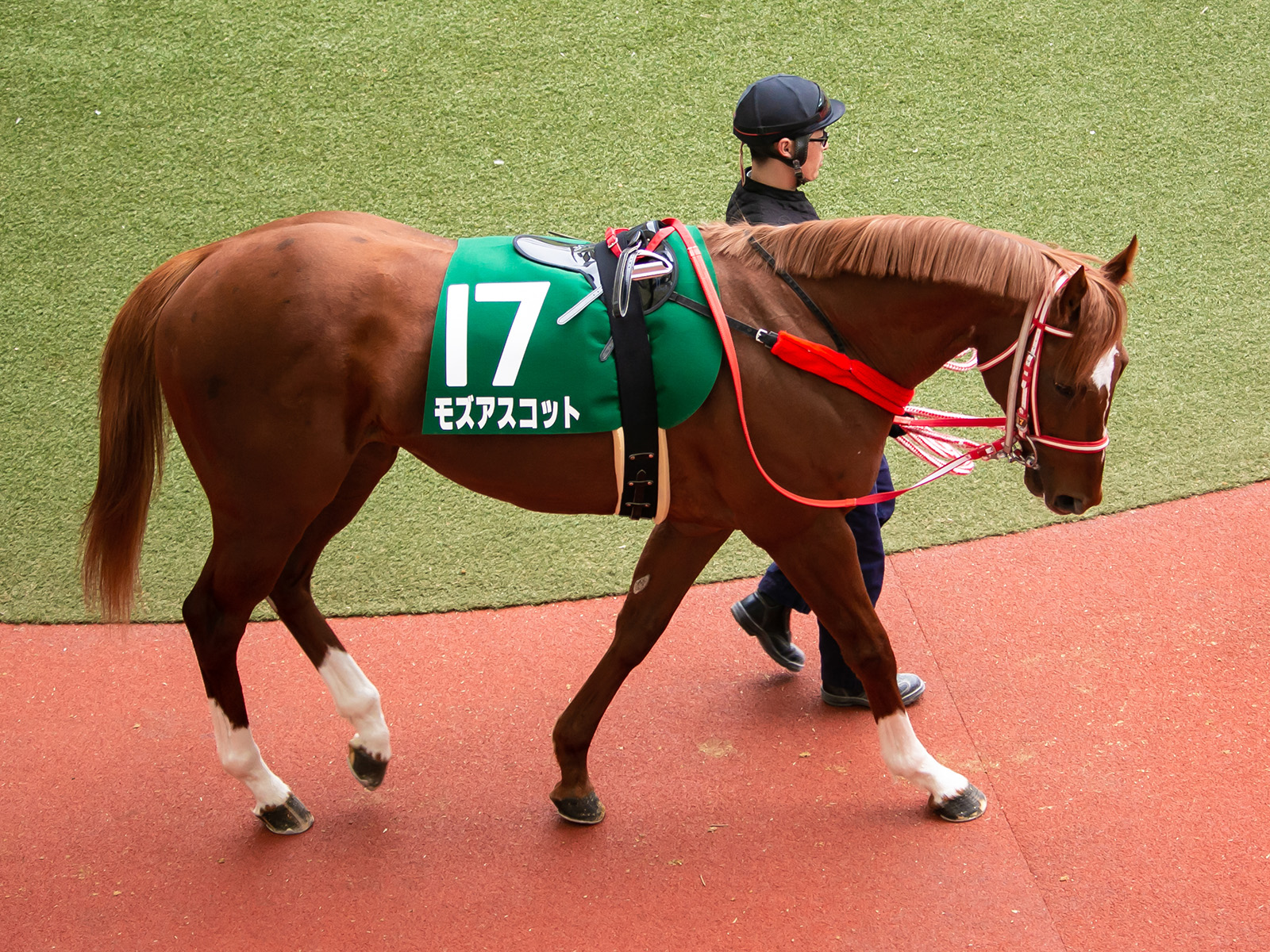
阪急盃馬匹亮相圈

其後出戰讀賣盃，僅次天域龍馬獲得第二人氣。本次比賽其選擇於第二的位置追趕領放馬火之呼喚，並於最後直路趁火之呼喚失速時搶佔第一。可惜，後方的白日彗星爆發末腳，不但追過魔族雅谷，更以1 1/4馬位優勢率先衝線，令魔族雅谷吞下分級賽第三敗。
其後陣營選擇報名安田紀念，但由於報名時其獎金不足被排除在外，因此陣營安排其出戰公開賽安土城錦標希望以獲勝來增加獎金。
然而於5月27日出戰安土城錦標，因爲初段留得太後導致於最後直路即使跑出最快末腳仍然未能追上大名富士，獲得亞軍。
由於其於公開賽僅獲亞軍，因而於無法追加獎金下繼續被安田紀念出戰名單排除。幸運的是，由於本屆安田紀念有許多原本已經報名的高獎金馬匹選擇避戰，因而魔族雅谷成功躋身參賽的行列。
6月3日如願出戰安田紀念，因爲連戰影響加上戰績不佳僅獲第九人氣。比賽開始後，其保持於中團位置，並且保持此良好穩定的節奏不斷向前推進。通過1000米標示後，其開始發力，最終以最後600米33.3秒的快速末腳，成功於直路上追過太空隕石等一衆對手，爆冷獲得第一個一級賽冠軍之餘，更追平了強勁回報於2012年創下的1分31.3秒紀錄。贏得安田紀念後，魔族雅谷成爲計1998年痛快駒後，再一匹贏得一級賽前一星期曾經出戰其他比賽的連戰馬。更神奇的是，1989年時平成年代第一位安田紀念冠軍青竹回憶亦是於連戰下勝出，2018年時平成年代最後一位安田紀念冠軍魔族雅谷亦爲連戰馬。

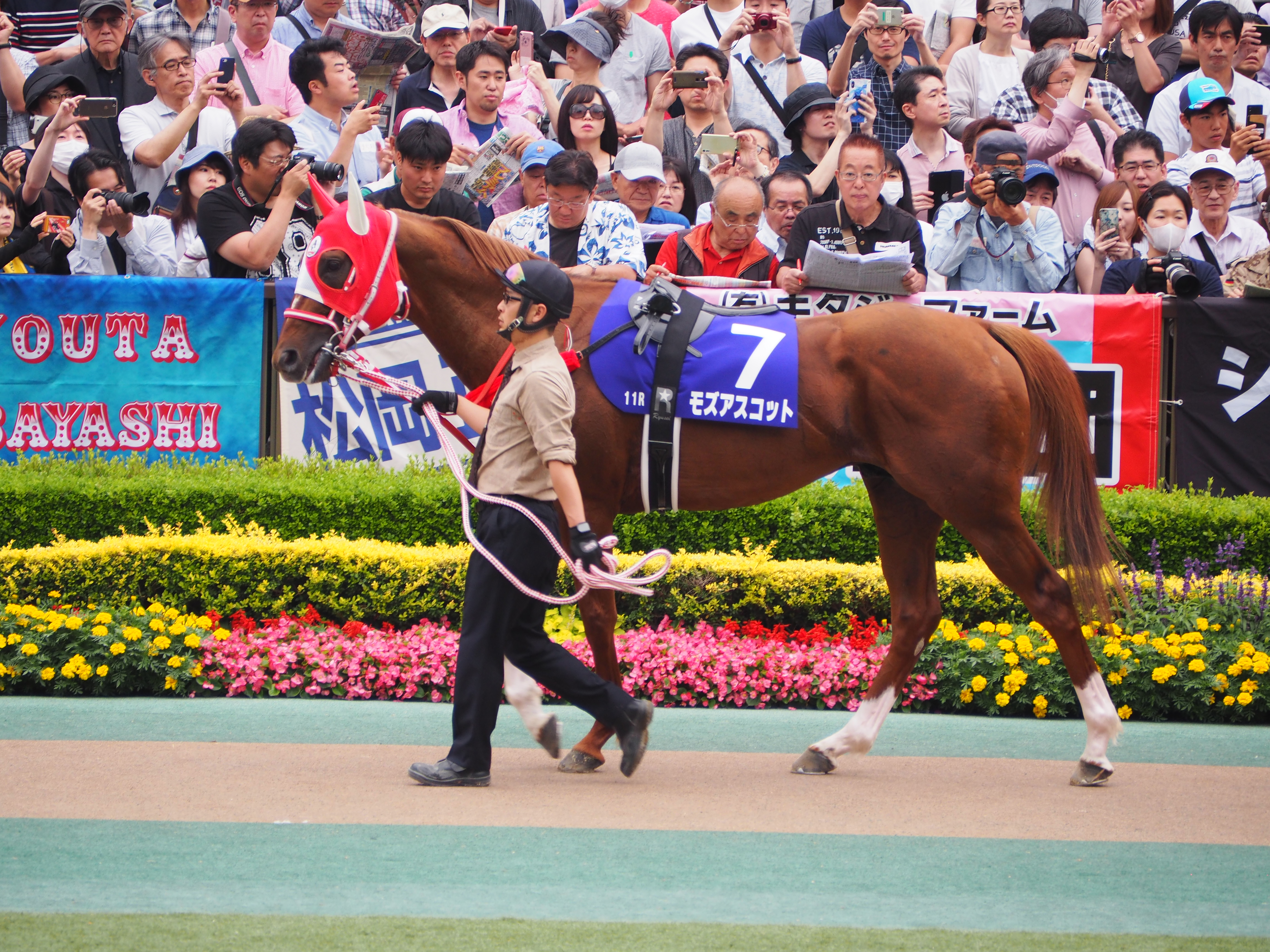
安田紀念馬匹亮相圈

放草過後出戰天鵝錦標。雖然本次比賽負重達58公斤，但無阻其以凌厲的速度於直路上不斷加速衝出，但最終於終點線前被衝刺速度更凌厲的探求到底超越，以鼻位憾負。
11月8日出戰一哩冠軍賽。雖然於比賽初段進度良好，但於第四彎道處於不利位置，以至其於最後直路無法有效加速，最終失速之下以低十三大敗。
其後陣營宣佈遠征香港，出戰12月的香港一哩錦標。比賽開始後，雖然其於出閘順利，但於出閘後隨即被其他往內檔靠攏的賽駒阻擋，導致其於前端處於尾二的位置。最後直路上，由於被前方的川河尊駒及當家精選阻擋位置，因而無法衝出馬群，最終以第七完賽。

### 5歲
2019年的5歲生涯首戰爲讀賣盃，表現平平無奇之下僅以第七完賽。
其後出戰安田紀念亦因爲直路上加速不順以無法超越對手，獲得第六。
夏季放草完成後，其出戰二級賽每日王冠，再一次如同前兩場比賽一樣，因於直路上表現不佳而僅獲第六。
10月26日出戰天鵝錦標。本次比賽成功回勇並跑出全場第二快末腳，最終追至第二的位置，獲得亞軍。
但其後於一哩冠軍賽上，因爲再一次於直路失速，以第十四大敗，以無勝結束5歲生涯。

### 6歲
進入6歲後陣營決定安排其轉戰泥地賽事，並以二月錦標爲目標。作爲熱身其出戰2020年2月2日的三級賽根岸錦標，緊隨活蹦雀躍及Mikki Wild獲得第三人氣。比賽開始後，其保持於中團位置等待時機搶佔位置。進入最後直路後其開始發力加速，並於最後關頭追上一早已經處於先頭的活蹦雀躍，並且繼續加速，最終以1 1/4馬位贏過對手。此戰過後魔族雅谷不但成功勝出草地及泥地分級賽，更憑藉此戰獲得二月錦標優先出賽權。
其後按計劃出戰二月錦標，縱使強敵有前兩屆盟主信子之夢及日輪之神，其依然以獨贏2.8倍賠率獲得第一人氣。比賽開始後，其繼續選擇停留於中團的戰術，並以此節奏穩定推進。進入最後直路後，前方之Arctos繼續處於領先位置，但開始有失速的表現，此時Time Flyer率先殺出獲得領先。然而Time Flyer領先後的一瞬間，魔族雅谷由外檔而更凌厲的速度衝刺，成功追過前方馬匹並接下領先的位置，最終其於直路末段不斷加速之下，以2 1/2馬位優勢拋離第二的渾身勇氣奪得冠軍。奪得二月錦標後，魔族雅谷成功成爲計大洋船、愛麗數碼、飛鷹茶座及尊師重道後，第五匹均勝出草地及泥地一級賽的賽駒。
二月錦標過後，陣營原先計劃安排其遠征澳洲，出戰唐加士打一哩賽，但因爲新型冠狀病毒疫情擴大的影響，陣營果斷放棄遠征，專心國內賽事，並以春季短途王者決定戰高松宮紀念爲目標。
3月29日按計劃出戰高松宮紀念，由杜滿萊策騎，並獲得第五人氣。比賽開始後，其幾乎處於隊列最後的位置。進入直路後，其明顯沒有任何加速向前的徵象，因而未能成功穿越馬群，最終以第十三大敗。
其後出戰地方泥地賽事柏市紀念，將和2018年最佳泥地馬、時隔1年半後再次回歸賽場的Le Vent Se Leve一決雌雄，因而本次比賽成爲了新舊泥地王者的對決。可惜的是，於最後直路上，可能受到地方賽場泥地賽道較中央賽場更深的特點的影響，其並成功加速，最終獲得第六。
秋季首戰爲10月12日的一哩冠軍南部盃。最後直路上，其成功於纏鬥中獲勝並一度取得領先，但其後被Arctos反超，最終以頸位落敗得第二。
其後出戰武藏野錦標。於賽事途中沒有任何亮眼表現下獲得第七。
12月6日出戰退役戰日本冠軍盃。比賽開始後，選擇後追戰術，處於第十四的位置。最後直路上，其跑出和冠軍中和魔匠一樣速度的最快末腳，但礙於其前端處於後方位置，最終亦只得第五。
其後按照計劃退役，並取消了於日本中央競馬會的馬匹註冊。

### 詳細賽績
| 日期       | 舉辦國家/地區 | 馬場 | 距離   | 級別 | 賽事名稱             | 負重 | 騎師     | 馬號 | 出馬 | 名次 | 時間    | 頭馬（二馬）      |
| ---------- | ------------- | ---- | ------ | ---- | -------------------- | ---- | -------- | ---- | ---- | ---- | ------- | ----------------- |
| 10/6/2017  | 日本          | 阪神 | 草2000 |      | 3歲未勝利            | 56   | 武豐     | 7    | 16   | 4    | 2:00.6  | Admire Arrow      |
| 24/6/2017  | 日本          | 阪神 | 草1800 |      | 3歲未勝利            | 56   | 武豐     | 6    | 18   | 4    | 1:46.9  | Candy Storm       |
| 16/7/2017  | 日本          | 中京 | 草1600 |      | 3歲未勝利            | 56   | 內田博幸 | 6    | 16   | 1    | 1:34.6  | （Tornado Alley） |
| 24/9/2017  | 日本          | 阪神 | 草1600 |      | 3歲以上500萬獎金以下 | 55   | 李慕華   | 17   | 18   | 1    | 1:32.7  | （Cath Palug）    |
| 11/11/2017 | 日本          | 東京 | 草1400 |      | 三鷹特別             | 56   | 李慕華   | 5    | 15   | 1    | 1:20.4  | （Baris）         |
| 26/11/2017 | 日本          | 京都 | 草1400 |      | 渡月橋錦標           | 55   | 吉原寬人 | 15   | 15   | 1    | 1:21.5  | （Climb Major）   |
| 23/12/2017 | 日本          | 阪神 | 草1400 | GII  | 阪神盃               | 56   | 杜滿樂   | 7    | 18   | 4    | 1:19.9  | 明媚島            |
| 25/2/2018  | 日本          | 阪神 | 草1400 | GIII | 阪急盃               | 56   | 李慕華   | 17   | 18   | 2    | 1:20.1  | 天麗光輝          |
| 22/4/2018  | 日本          | 京都 | 草1600 | GII  | 讀賣盃               | 56   | 李慕華   | 9    | 14   | 2    | 1:31.5  | 白日彗星          |
| 27/5/2018  | 日本          | 京都 | 草1400 | OP   | 安土城錦標           | 56.5 | 坂井瑠星 | 1    | 17   | 2    | 1:20.7  | 大名富士          |
| 3/6/2018   | 日本          | 東京 | 草1600 | GI   | 安田紀念             | 58   | 李慕華   | 10   | 16   | 1    | 1:31.3  | （太空隕石）      |
| 27/10/2018 | 日本          | 京都 | 草1400 | GII  | 天鵝錦標             | 58   | 李慕華   | 10   | 11   | 2    | 1:21.5  | 探求到底          |
| 18/11/2018 | 日本          | 京都 | 草1600 | GI   | 一哩冠軍賽           | 57   | 李慕華   | 8    | 18   | 13   | 1:33.8  | 絕嶺之峽          |
| 9/12/2018  | 香港          | 沙田 | 草1600 | GI   | 香港一哩錦標         | 57   | 李慕華   | 4    | 14   | 7    | 1:34.36 | 美麗傳承          |
| 21/4/2019  | 日本          | 京都 | 草1600 | GII  | 讀賣盃               | 58   | 李慕華   | 4    | 10   | 7    | 1:33.6  | 野田優驥          |
| 2/6/2019   | 日本          | 東京 | 草1600 | GI   | 安田記念             | 58   | 坂井瑠星 | 7    | 16   | 6    | 1:31.2  | 冠軍車手          |
| 6/10/2019  | 日本          | 東京 | 草1800 | GII  | 每日王冠             | 57   | 内田博幸 | 10   | 10   | 6    | 1:45.0  | 野田賢君          |
| 26/10/2019 | 日本          | 京都 | 草1400 | GII  | 天鵝錦標             | 57   | 岩田康誠 | 10   | 18   | 2    | 1:21.3  | 全音階            |
| 17/11/2019 | 日本          | 京都 | 草1600 | GI   | 讀賣盃               | 57   | 和田龍二 | 12   | 17   | 14   | 1:34.2  | 冠軍車手          |
| 2/2/2020   | 日本          | 東京 | 泥1400 | GIII | 根岸錦標             | 58   | 李慕華   | 11   | 16   | 1    | 1:22.7  | （活蹦雀躍）      |
| 23/2/2020  | 日本          | 東京 | 泥1600 | GI   | 二月錦標             | 57   | 李慕華   | 12   | 16   | 1    | 1:35.2  | （渾身勇氣）      |
| 29/3/2020  | 日本          | 中京 | 草1200 | GI   | 高松宮紀念           | 57   | 杜滿萊   | 14   | 18   | 13   | 1:09.9  | 魔族閃焰          |
| 5/5/2020   | 日本          | 船橋 | 泥1600 | JpnI | 柏市紀念             | 57   | 李慕華   | 5    | 7    | 6    | 1:40.5  | Wide Pharaoh      |
| 12/10/2020 | 日本          | 盛岡 | 泥1600 | JpnI | 一哩冠軍南部盃       | 57   | 橫山武史 | 5    | 16   | 2    | 1:32.8  | Arctos            |
| 14/11/2020 | 日本          | 東京 | 泥1600 | GIII | 武藏野錦標           | 59   | 橫山武史 | 2    | 16   | 7    | 1:35.9  | Sunrise Nova      |
| 6/12/2020  | 日本          | 中京 | 泥1800 | GI   | 日本冠軍盃           | 57   | 橫山武史 | 12   | 16   | 5    | 1:50.0  | 中和魔匠          |

## 退役後
退役後，魔族雅谷成爲了配種馬，在北海道新日高町Arrow Stud休養，於2021年進行配種。第一批子嗣於2022年出生。第一批子嗣可於2024年出賽，在6月15日已經有中央的賽駒在新馬賽中取勝。2025年3月9日，草地法師在彌生賞大震撼紀念取勝，成為首匹勝出分級賽的子嗣。

### 主要子嗣

#### 分級賽優勝子嗣
2022年生
- 草地法師（彌生賞大震撼紀念）

## 血統簡介
父系范高爾爲英國賽駒，生涯十四戰全勝並曾勝出包含二千堅尼錦標在內的八項一級賽，更於2011及2012年連霸歐洲馬王。祖父天文學家亦爲英國賽駒，爲2001年葉森打吡及英皇佐治六世及皇后伊利沙伯鑽石錦標冠軍，退役後亦成爲著名種馬。
母系India爲美國賽駒，出賽成績不俗，曾勝出二級賽。外祖父Hennessy亦爲美國賽駒，也於曾一級賽中取勝。

### 血統表
| 父線：鞍匠井系（北地舞人系）                                               |                           |                |                    |
| 種馬 范高爾 2008年（棗色）                                                 | 天文學家 1998年（棗色）   | 鞍匠井         | 北地舞人           |
| 種馬 范高爾 2008年（棗色）                                                 | 天文學家 1998年（棗色）   | 鞍匠井         | Fariy Bridge       |
| 種馬 范高爾 2008年（棗色）                                                 | 天文學家 1998年（棗色）   | 海都市         | Miswaki            |
| 種馬 范高爾 2008年（棗色）                                                 | 天文學家 1998年（棗色）   | 海都市         | Allegretta         |
| 種馬 范高爾 2008年（棗色）                                                 | Kind 2001年（棗色）       | 丹山           | 單色               |
| 種馬 范高爾 2008年（棗色）                                                 | Kind 2001年（棗色）       | 丹山           | Razyana            |
| 種馬 范高爾 2008年（棗色）                                                 | Kind 2001年（棗色）       | Rainbow Lake   | 追逐彩虹           |
| 種馬 范高爾 2008年（棗色）                                                 | Kind 2001年（棗色）       | Rainbow Lake   | Rockfest           |
| 繁殖雌馬 India 2003年（栗色）                                              | Hennessy 1993年（栗色）   | 雷貓           | 雷鳥               |
| 繁殖雌馬 India 2003年（栗色）                                              | Hennessy 1993年（栗色）   | 雷貓           | Terlingua          |
| 繁殖雌馬 India 2003年（栗色）                                              | Hennessy 1993年（栗色）   | Island Kitty   | Hawaii             |
| 繁殖雌馬 India 2003年（栗色）                                              | Hennessy 1993年（栗色）   | Island Kitty   | T.C. Kitten        |
| 繁殖雌馬 India 2003年（栗色）                                              | Misty Hour 1995年（棗色） | Miswaki        | 淘金者             |
| 繁殖雌馬 India 2003年（栗色）                                              | Misty Hour 1995年（棗色） | Miswaki        | Hopespringseternal |
| 繁殖雌馬 India 2003年（栗色）                                              | Misty Hour 1995年（棗色） | Our Tina Marie | 尼真斯基           |
| 繁殖雌馬 India 2003年（栗色）                                              | Misty Hour 1995年（棗色） | Our Tina Marie | Java Moon          |
| 雌系：號族：4-r                                                            |                           |                |                    |
| 五代內近親交配：Miswaki 4×3、北地舞人 4×5×5×5、His Majesty + Graustark 5×5 |                           |                |                    |

## 命名由來
名字中，Mozu（モズ）是馬主Capital System之冠名，为日語中對百舌鳥的稱呼，來自Capital System代表北側雅司的出生地大阪府堺市中的百舌鳥古墳群，香港則以音譯「魔族」作为其翻譯；Ascot（アスコット）則是英国雅士谷賽馬場，聯想自父系范高爾活躍的地方，香港鑑於名字字數限制，以「雅谷」作为翻譯。

## 外部連結
- 魔族雅谷 netkeiba.com （页面存档备份，存于）
- 血統表 （页面存档备份，存于）